# Calliprora
Calliprora là một chi bướm đêm thuộc họ Gelechiidae.